# Alter do Chão (freguesia)

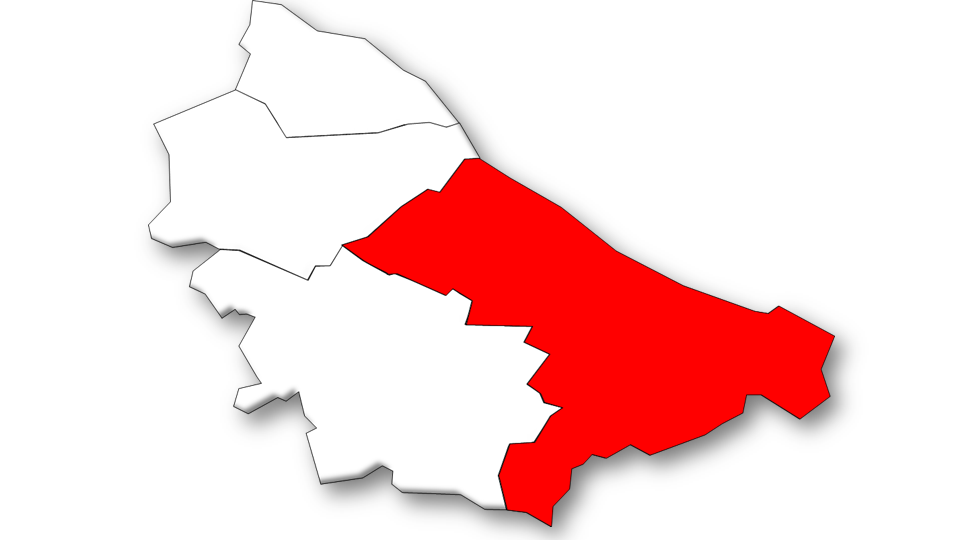
Localização da Freguesia de Alter do Chão no Município de Alter do Chão

A Freguesia de Alter do Chão, com sede na vila que lhe deu o nome, é uma freguesia portuguesa do Município de Alter do Chão com 140,85 km² de área e 2016 habitantes (censo de 2021), tendo, por isso, uma densidade populacional de 14,3 hab./km²

## Demografia
A população registada nos censos foi:
| Distribuição da População por Grupos Etários | Distribuição da População por Grupos Etários | Distribuição da População por Grupos Etários | Distribuição da População por Grupos Etários | Distribuição da População por Grupos Etários |
| -------------------------------------------- | -------------------------------------------- | -------------------------------------------- | -------------------------------------------- | -------------------------------------------- |
| Ano                                          | 0-14 Anos                                    | 15-24 Anos                                   | 25-64 Anos                                   | > 65 Anos                                    |
| 2001                                         | 334                                          | 295                                          | 1183                                         | 744                                          |
| 2011                                         | 290                                          | 228                                          | 1169                                         | 686                                          |
| 2021                                         | 231                                          | 196                                          | 979                                          | 610                                          |

## Património
- Palácio dos Viscondes de Alter ou Casa Nobre da Barreira
- Pelourinho de Alter do Chão
- Castelo de Alter do Chão
- Capela de Santo António dos Olivais
- Igreja do Senhor Jesus do Outeiro
- Castelo de Alter Pedroso ou Fortificações de Alter Pedroso (restos)
- Estação arqueológica de Alter do Chão ou Ferragial d' El Rei
- Palácio do Álamo
- Chafariz da Praça da República (Alter do Chão)
- Igreja do Convento de Santo António